# 扬村下维拉尔
扬村下维拉尔（法語：Villars-sous-Yens）是瑞士联邦西部法语区的沃州下设的一个镇。在行政上属于莫尔日区管辖。扬村下维拉尔的总面积为3.04平方公里。截至2010年底，总人口为581。